# Menkenina
Menkenina es un género de foraminífero bentónico de la subfamilia Marginulininae, de la familia Vaginulinidae, de la superfamilia Nodosarioidea, del suborden Lagenina y del orden Lagenida. Su especie tipo es Menkenina berryi. Su rango cronoestratigráfico abarca el Barremiense (Cretácico superior).

## Discusión
Algunas clasificaciones incluyen Menkenina en la Familia Marginulinidae.

## Clasificación
Menkenina incluye a la siguiente especie:
- Menkenina berryi